# Исандлуана
Исандлуана је брдо јужноафричкој покрајини Квазулу-Натал (енгл. KwaZulu-Natal).
Дана 22. јануара 1879. на овом месту с одиграла битка у којој је око 12 000 Зулу ратника потукло мешовиту војску која се састојала од британских и домородачких војника. Ова битка је била један од највећих пораза британских трупа од урођеника током периода колонизације. 